# Hans Sohnle
Hans Sohnle (* 17. September 1895 in Beeskow; † 24. März 1976 in München) war ein deutscher Filmarchitekt.

## Leben und Wirken
Sohnle hatte eine eineinhalbjährige Tischlerlehre durchlaufen und in Berlin die Kunstgewerbeschule besucht, ehe er zu Beginn des Ersten Weltkriegs eingezogen wurde und als Beobachtungsposten in einem Fesselballon diente. Kurz vor Kriegsende wurde er ins Zivilleben entlassen und stieß im September 1918 zum Film. Sohnle erhielt augenblicklich von einer kleinen Produktionsfirma den Posten eines Chefarchitekten. 
In den ersten Jahren seiner Filmtätigkeit arbeitete Sohnle vor allem an den Inszenierungen Carl Froelichs. 1923 tat er sich mit dem Kollegen Otto Erdmann zusammen, einem filmischen Novizen. Das Gespann Sohnle & Erdmann kooperierte die folgenden anderthalb Jahrzehnte bei allen Arbeiten. Neben einer Fülle belangloser Unterhaltungsproduktionen gestalteten beide Filmarchitekten zum Jahresbeginn 1925 auch die Bauten zu G. W. Pabsts berühmtem Drama aus der Inflationszeit Die freudlose Gasse.
1938 trennten sich Sohnle und Erdmann wieder. Hans Sohnle ließ sich in München nieder und arbeitete während des Zweiten Weltkriegs vor allem für die Bavaria Film. Auch nach dem Krieg entwarf er die Bauten für Münchner Filmproduktionen, anfänglich meist in Zusammenarbeit mit dem Kollegen Fritz Lück. 1964 zog sich Sohnle, der jahrelang Erster Vorsitzender des Clubs Deutscher Filmarchitekten gewesen war, ins Privatleben zurück.

## Filmografie
- 1919: Die Verführten
- 1919: Der Tänzer (2 Teile)
- 1919: Der Klapperstorchverband
- 1919: Arme Thea
- 1919: Die Liebschaften der Käthe Keller
- 1919: Das Schicksal der Carola von Geldern
- 1920: Die Brüder Karamasoff
- 1920: Das große Licht
- 1920: Menschen von heute
- 1920: Moj
- 1921: Das Gelübde
- 1921: Der Fluch des Schweigens
- 1921: Seefahrt ist not!
- 1921: Die Rache einer Frau
- 1922: Luise Millerin
- 1923: Der Wetterwart
- 1924: Horrido
- 1924: Mutter und Kind
- 1924: Prater
- 1924: Das Mädel von Capri
- 1924: Die Frau im Feuer
- 1924: Das goldene Kalb
- 1925: Die freudlose Gasse
- 1925: Schatten der Weltstadt
- 1925: Der Wilderer
- 1925: Frauen, die man oft nicht grüßt
- 1925: Die tolle Herzogin
- 1926: Die dritte Eskadron
- 1926: Der dumme August des Zirkus Romanelli
- 1926: Das Gasthaus zur Ehe
- 1926: Hallo Caesar!
- 1927: Die Hochstaplerin
- 1927: Die leichte Isabell
- 1927: Der Sprung ins Glück
- 1927: Glanz und Elend der Kurtisanen
- 1927: Die Stadt der tausend Freuden
- 1927: Die weiße Sklavin
- 1927: Das Frauenhaus von Rio
- 1927: Die Sandgräfin
- 1928: Abwege
- 1928: Die Dame und ihr Chauffeur
- 1928: Ein Mädel mit Temperament
- 1928: Marter der Liebe
- 1928: Frauenraub in Marokko
- 1928: Fünf bange Tage
- 1928: Der geheime Kurier
- 1928: Der Adjutant des Zaren
- 1929: Mascottchen
- 1929: Spielereien einer Kaiserin
- 1929: Sensation im Wintergarten
- 1929: Das Land ohne Frauen
- 1930: Alraune
- 1930: Es gibt eine Frau, die Dich niemals vergißt
- 1930: Die große Sehnsucht
- 1930: Nur am Rhein
- 1931: Der Weg nach Rio
- 1931: Das gelbe Haus des King-Fu
- 1931: Dann schon lieber Lebertran
- 1931: Das Ekel
- 1931: Meine Frau, die Hochstaplerin
- 1931: Ehe m.b.H.
- 1932: Der tolle Bomberg
- 1932: Strafsache van Geldern
- 1932: Scampolo, ein Kind der Straße
- 1932: Gipfelstürmer
- 1933: Madame wünscht keine Kinder
- 1933: Ein gewisser Herr Gran
- 1933: Inge und die Millionen
- 1933: Hans Westmar
- 1934: Einmal eine große Dame sein
- 1934: Der schwarze Walfisch
- 1934: Ihr größter Erfolg
- 1934: Mein Leben für Maria Isabell
- 1934: Regine
- 1935: Einer zuviel an Bord
- 1935: Das Einmaleins der Liebe
- 1935: Der höhere Befehl
- 1936: Schabernack
- 1936: Eskapade
- 1936: Eine Frau ohne Bedeutung
- 1936: Fridericus
- 1937: Fremdenheim Filoda
- 1937: Das große Abenteuer
- 1937: Wie einst im Mai
- 1938: Der unmögliche Herr Pitt
- 1938: Ziel in den Wolken
- 1938: Im Namen des Volkes
- 1938/39: Ein Robinson (UA: 1940)
- 1939: Der Florentiner Hut
- 1939: Ein ganzer Kerl
- 1940: Der Herr im Haus
- 1940: Alles Schwindel
- 1940: U-Boote westwärts!
- 1941: Venus vor Gericht
- 1941: Alarmstufe V
- 1942: Kleine Residenz
- 1942: Der unendliche Weg
- 1943: Das Lied der Nachtigall
- 1943: Man rede mir nicht von Liebe
- 1943: Ich brauche dich
- 1944/49: Das Gesetz der Liebe
- 1945/47: Der Millionär
- 1950: Föhn
- 1950: Gute Nacht, Mary
- 1950: Der fallende Stern
- 1951: Eine Frau mit Herz
- 1951: Das Geheimnis einer Ehe
- 1952: Das kann jedem passieren
- 1952: Der Weibertausch
- 1952: Vater braucht eine Frau
- 1953: Fanfaren der Ehe
- 1953: Die kleine Stadt will schlafen gehn
- 1953: Muß man sich gleich scheiden lassen?
- 1954: Mannequins für Rio
- 1954: Zwischenlandung in Paris
- 1955: Griff nach den Sternen
- 1955: Mädchen ohne Grenzen
- 1956: Zwei Bayern in St. Pauli
- 1957: Schütze Lieschen Müller
- 1957: Die fidelen Detektive
- 1957: Jägerblut
- 1959: Der Schatz vom Toplitzsee
- 1959: Orientalische Nächte
- 1961: Toller Hecht auf krummer Tour
- 1962: Verrückt und zugenäht
- 1963: Der Trick mit dem Schlüssel (TV)
- 1963: Ich war Cicero
- 1963: Herz ist Trumpf (TV)
- 1964: Die Zeit der Schuldlosen